# Dollman vs Demonic Toys
Pour plus de détails, voir Fiche technique et Distribution.
Dollman vs Demonic Toys est un film américain réalisé par Charles Band sorti en 1993.

## Synopsis
Les jouets démoniaques sont de retour. Judith Grey (Tracy Scoggins) va demander de l'aide a Brick Bardo (Tim Thomerson) et sa petite amie Ginger (Melissa Behr) pour détruire les jouets une bonne fois pour toutes. Il est donc à Brick Bardo, le devoir de s’assurer que les jouets démoniaques ne puissent plus jamais convoquer les ténèbres et le mal.

## Fiche technique
- Réalisation  : Charles Band
- Production  : Charles Band
- Scénario : Jackson Barr, Charles Band, David S. Goyer
- Musique : Richard Band
- Durée : 64 min
- Genre : horreur, fantastique
- Date de sortie :
  - États-Unis : 13 octobre 1993
- Public : Interdit aux moins de 12 ans

## Distribution
- Tim Thomerson : Brick Bardo
- Tracy Scoggins : Judith Grey
- Melissa Behr : Ginger
- Phil Fondacaro : Ray Vernon
- R.C. Bates : Bum
- Willie C. Carpenter : officier de police
- Peter Chen : chauffeur de taxi
- Frank Welker : Bébé Oopsy - Daisy (voix)
- Phil Brock : Collins

## Autour du film
Brick Bardo incarné par Tim Thomerson est déjà apparu dans Dollman de Albert Pyun.
Ceci est la suite de Jouets démoniaques en crossover avec Dollman.